# 公孫敖
公孫 敖（こうそん ごう、生没年不詳）は、前漢の人。義渠の人。武帝の時代に将軍となった。

## 略歴
景帝の時代に騎郎となった。武帝の時代になり、姉が武帝に寵愛された衛青の友人となり、衛青が捕らえられて殺されそうになるところを救った。そこから公孫敖は重用されるようになり、太中大夫となった。
元光6年（紀元前129年）に騎将軍となって匈奴攻撃に参加し、騎兵1万を率いて代郡から出陣した。7000騎を失い斬刑に相当するところを罪を購って庶人とされた。
その後護軍都尉となって衛青に従い、元朔5年（紀元前124年）に列侯（合騎侯）に封じられた。翌年、中将軍となって大将軍衛青に従って出陣した。
元狩2年（紀元前121年）、驃騎将軍霍去病に従って北地より匈奴を攻めたが、道に迷い霍去病と合流できず、斬刑に相当するところを罪を購って爵位を失い、庶人とされた。
その後、校尉として大将軍衛青に従って従軍したが功績が無かった。またその後、太初元年（紀元前104年）に因杅将軍となって受降城を築いた。天漢2年（紀元前99年）に李広利に従い西河より匈奴を討った。天漢4年（紀元前97年）にも雁門より1万騎を率いて出撃して左賢王と戦ったが、不利であったので退いた。翌太始元年（紀元前96年）、兵を多く失ったことを理由に死罪となったが、死んだと偽って民間に隠れた。しかし数年後に捕まり、夫人が巫蠱を行っていたことを理由に彼は腰斬に処せられ、一族は皆連座され処刑もしくは奴隷に落とされた。